# Попел
Попел Втори (на полски: Popiel) от владетелския род Попелиди е полулегендарен княз на славянските племена поляни и гоплани. За Попел се говори като за безуспешен владетел, отдал се на разгулен живот и неспособен да защити съплеменниците си от викингските нападения. В крайна сметка поляците го свалят от власт. Според легендата, цитирана от Галус Анонимус, Попел е затворен в кулата в Крушвица, където е изяден от гризачи.